# Raymond Diocrès
Raymond Diocrès (umro 1084.) bio je profesor na Sveučilištu u Parizu .
Diocrès je poznat po čudu koje se dogodilo na njegovom sprovodu, što je prikazano u nekoliko umjetničkih djela. Priča kaže da se Diocrès na pogrebu nakratko vratio u život, kako bi se okupljenima zakleo da je Bog presudio i osudio njegovu dušu. Jedan od njegovih učenika, Bruno iz Kölna, nakon što je svjedočio ovom čudu, odlučio je napustiti civilni život i postati redovnik, te je tako osnovao kartuzijanski red.